# Skaláci (opera)
Skaláci je opera (podle označení autorů „lyrické drama“) o jednom jednání, Op. 46, českého skladatele Gustava Rooba na libreto českého spisovatele a dramatika Břetislava Ludvíka (1882–1856). Byla napsána roku 1907, ale premiéru měla až 29. listopadu 1929 v Městském divadle v Plzni.

## Vznik, charakteristika a historie
Skladatel Gustav Roob napsal řadu hudebně dramatických děl, z nichž některé byly vyznamenány různými cenami, s jejich uváděním však neměl štěstí: napsal sedm oper, než byla vůbec uvedena první z nich. Skaláci byla v pořadí druhá Roobova opera (po V temnotách duše). I když její libretista, novinář, herec a divadelník Břetislav Ludvík byl z okruhu Jaroslava Haška a psal především veselohry a komické scénky, námět Skaláků je ryze veristická tragédie.
Skaláci byli napsáni roku 1907, u Národního divadla však s nimi Roob nepochodil. Operu nakonec přijala k nastudování zpěvohra Městského divadla Královských Vinohrad, respektive její hudební ředitel Ludvík Vítězslav Čelanský, a ohlásila její uvedení v sezóně 1913/1914 společně s dalšími dvěma Roobovými aktovkami Srdce Pikangovo a Host. Z nich však vinohradská zpěvohra nakonec uvedla jen Srdce Pikangovo, a to se značným zpožděním až roku 1918.
Poté, co byl vinohradský zpěvoherní soubor roku 1919 donucen opustit Divadlo na Vinohradech a začít fungovat na komerční bázi, nebyla už na provedení Skaláků naděje. Opery se ujal Bedřich Jeřábek, tehdy ředitel Městského divadla v Plzni, a premiéra Skaláků byla ohlašována na sezónu 1924–25 (a pak znovu na sezónu 1925/26), avšak i zde došlo k průtahům a Skaláci byli nakonec uvedeni až za ředitele Karla Veverky (a v jeho režii) na sklonku roku 1929. Skladatel byl premiéře přítomen a byl vyvolán a srdečně aklamován. Národní listy hlásily „velký úspěch“.
Ve skutečnosti však bylo přijetí u kritiky i obecenstva vlažné; opera vzniklá roku 1907 byla o dvaadvacet let později přece jen tematicky i stylově zastaralá. Recenzent Šumavanu mínil: „Po stránce hudební lze mnohé vytknouti, což lze shrnouti v ten smysl, že dramatické schopnosti Roobovy nestačí na libreto tak dramatické. Poznáte to již z toho, jak Roob v nejdramatičtějších místech nenalézá polyfonického výrazu a uchyluje se příliš často k pouhému oktávovému postupu. Jsou tam ovšem i místa dobré komposice, pěkné melodie i výrazného podmalování, ale ta asi sotva uchrání celku.“ Z protagonistů nejvíce zaujal František Zavřel v dramaticky vděčné úloze padoucha Kaleny.
V jiných divadlech už Roobovi Skaláci uvedeni nebyli. Vzápětí po uvedení Skaláků tisk ohlašoval, že plzeňské divadlo přijalo k provozování další Roobovu operní aktovku Host (z roku 1909), avšak ta nikdy inscenována nebyla.
Setkání s Gustavem Roobem v polovině 20. let popisuje Amálie Kutinová ve své knížce Gabra a Málinka v Praze (1942); zmiňuje jeho potíže s odbytem svých oper i naději na uvedení Skaláků v Plzni.

## Osoby a první obsazení

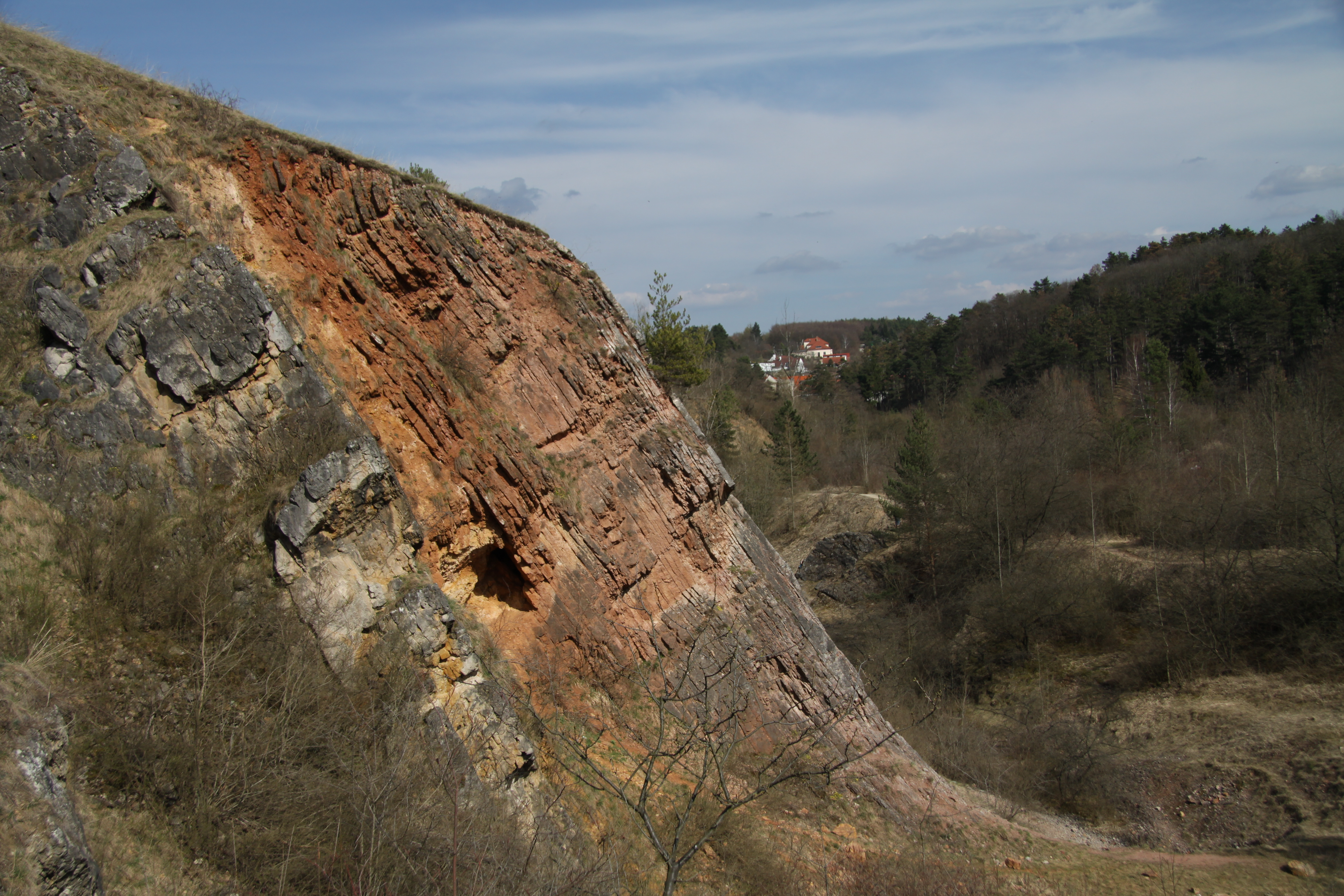
Lom v Prokopském údolí

| osoba                              | hlasový obor | premiéra (29. listopadu 1930) |
| ---------------------------------- | ------------ | ----------------------------- |
| Jonáš Jílek, mlynář a skalák       | bas          | Schwarz                       |
| Jílková, jeho žena                 | mezzosoprán  | Anna Kasalová(-Němcová)       |
| Liduška (Lidka), jejich dcera      | soprán       | Marie Budíková                |
| Hroneš, mlynářský chasník          | tenor        | Javorský                      |
| Kalena, skalák                     | baryton      | František Zavřel              |
| Pavlík, starý vysloužilec a skalák | bas          | …                             |
| Skaláci, lid                       |              |                               |
| Dirigent: Ferdinand Ledvina        |              |                               |
| Režie: Karel Veverka               |              |                               |

## Děj opery
V Prokopském údolí žijí mlynář Jonáš Jílek se svou ženou a dcerou Liduškou. V kopcích nad údolím jsou lomy a i Jílek si přivydělává jako skalák. Liduška je zamilována do mlynářského chasníka Hroneše a má to štěstí, že ani její rodiče se jejich případnému sňatku neprotiví.
Avšak na Lidušku si myslí i skalák Kalena. Nejenže ho však dívka nemá ráda, ale Kalena má špatnou pověst (jak vypráví starý vysloužilec a skalák Pavlík): prý je zvrhlík a zuřivec. Ani on však neví, že Kalena zabil svou první ženu pro nevěru. Přetrvávající hněv s výčitkami svědomí Kalenu připravují o rozum. Přesto si troufá požádat Jonáše o Liduščinu ruku. Když mlynář jeho žádost přirozeně odmítne, začne mu Kalena připravovat pomstu.
Zrána pracuje Jonáš v lomu; seká kámen, jsa spuštěn po skále na přivázaném laně. Kalena nahoře provaz podřízne, a když se lano přetrhne, zřítí se Jonáš se skály a zabije se. Kalena je chycen a skaláci se na Jonášově pohřbu, vedle truchlící rodiny, loučí se svým druhem.